# Charles Lacquehay
Charles Lacquehay (ur. 4 listopada 1897 w Paryżu  – zm. 3 października 1975 tamże) – francuski kolarz torowy i szosowy, trzykrotny medalista torowych mistrzostw świata.

## Kariera
Pierwszy sukces w karierze Charles Lacquehay osiągnął w 1919 roku, kiedy zajął trzecie miejsce w szosowym wyścigu Paryż - Dijon. Dwa lata później został wicemistrzem Francji w kolarstwie przełajowym, w 1925 roku wygrał Circuit de Paris, a w 1928 roku był najlepszy w Critérium des As. W 1933 roku wystartował na torowych mistrzostwach świata w Paryżu, gdzie zwyciężył w wyścigu ze startu zatrzymanego zawodowców. Wynik ten powtórzył na mistrzostwach świata w Brukseli w 1935 roku, a na rozgrywanych rok później mistrzostwach świata w Zurychu był drugi w tej samej konkurencji, ulegając jedynie swemu rodakowi André Raynaudowi. Wielokrotnie zdobywał medale torowych mistrzostw kraju, w złoty w 1933 roku. Nigdy nie wystąpił na igrzyskach olimpijskich.